# Thomasova moučka

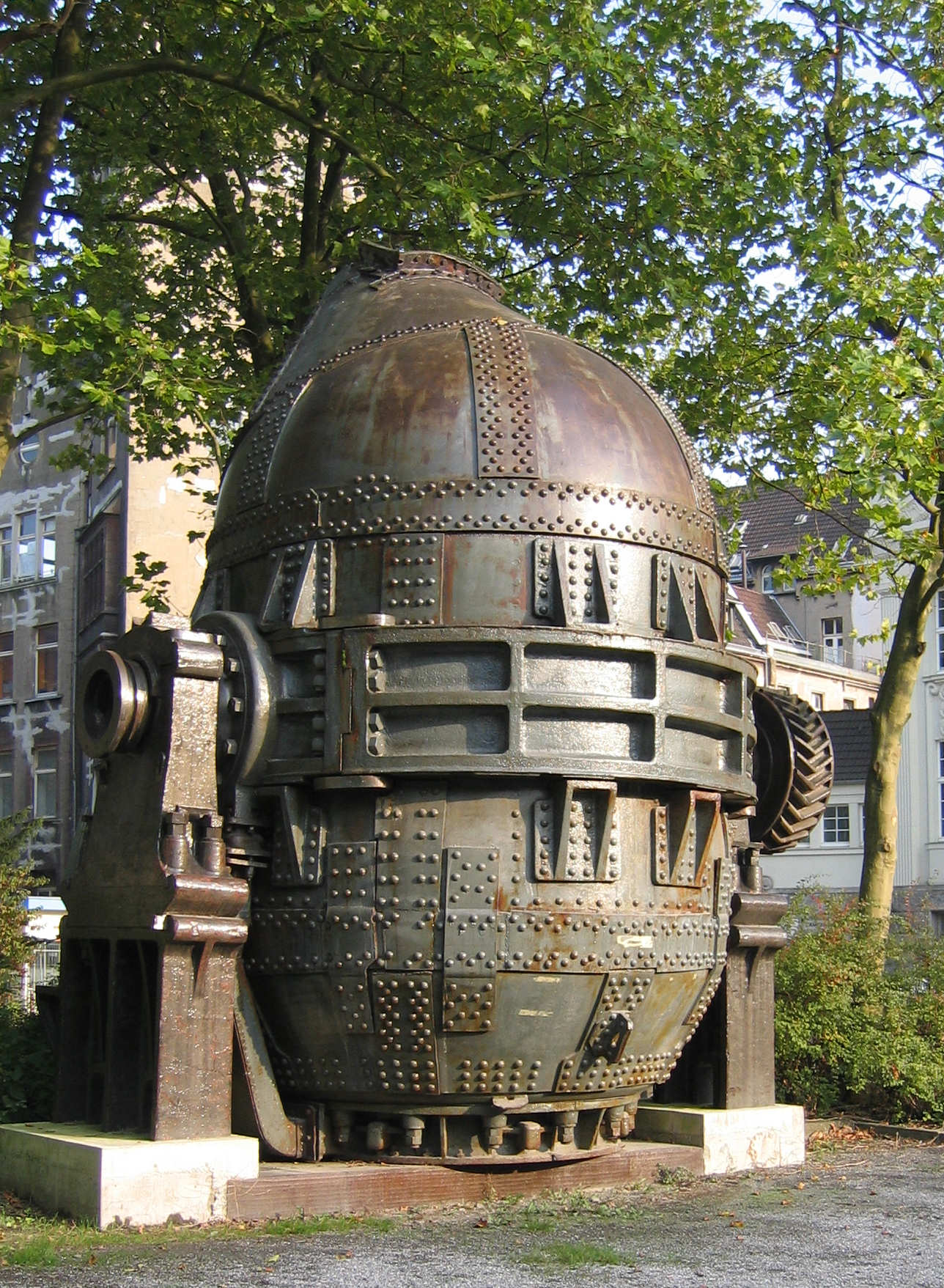
Thomasův konvertor (1954, Dortmund)

Thomasova moučka bylo zásadité fosforečné hnojivo vyráběné mletím Thomasovy strusky.

## Původ
Thomasova struska vznikala v ocelárnách zpracováním surového železa na ocel v Thomasově konvertoru. Konvertory měly zásaditou, obvykle dolomitovou, vyzdívku, jejímž cílem bylo odstranění fosforu ze surového železa. Reakcí vyzdívky s fosforem vznikala struska využitelná v zemědělství.

## Vlastnosti
Thomasova moučka měla podobu šedého až černého těžkého prášku. Z velké části je tvořena fosforečnanem vápenatým a křemičitanem vápenatým (Ca3(PO4)2·Ca2SiO4). Obsahuje v přepočtu kolem 12–16 % kyseliny fosforečné, zhruba 50 % oxidu vápenatého, dále hořčík, železo a stopové prvky, například mangan. Výhodou hnojiva byla široká dostupnost, nízká cena a vysoký obsah stopových prvků. Nevýhodou pomalu rozpustná forma fosforu, takže Thomasova moučka byla většinou využívána jako zásobní hnojivo aplikované na podzim, používané do kompostů, při výsadbě ovocných stromů ap. V důsledku změny technologie výroby oceli ve 20. století se dostupnost hnojiva začala zhoršovat a do roku 1970 téměř vymizelo z nabídky.
Pro pěstování léčivých rostlin se dávkovala v množství do 3–4 kg na 100 m².

## Dopady ukončení výroby
Přibližně v 60. letech 20. století, poté, co v zemědělství došlo k náhradě Thomasovy moučky superfosfátem, začalo v Československu docházet ke chřadnutí rostlin a 20-50% úhynu. Místy musela být úroda kompletně zaorávána. Při hledání příčin byl zjištěn kriticky nízký obsah hořčíku v půdě. Zatímco Thomasova moučka byla na hořčík bohatá, superfosfát jej prakticky neobsahoval a jeho kyselá reakce podporovala vyplavování hořčíku z půdy. K tomu přispěla náhrada nízkoprocentních draselných solí (kainit, sylvinit ap.), které určité množství hořčíku obsahovaly, vysokoprocentními draselnými hnojivy s minimálním obsahem hořčíku. Jako řešení bylo doporučeno aplikovat jemně mletý dolomitický vápenec v pětiletých intervalech v množství zhruba 20–25 q na hektar.

## Náhrada
Podobný charakter měl termofosfát (již rovněž nedostupný). Za moderní náhradu s podobným charakterem (pomalu rozpustné zásobní hnojivo s obsahem fosforu a mikroprvků) lze považovat fosfátová skla, která se objevila počátkem 21. století. Jsou však podstatně dražší než jiná fosforečná hnojiva, což vedlo k útlumu jejich výroby.
V praxi se obvykle jako náhrada používal Superfosfát v dávkách zhruba o čtvrtinu až třetinu nižších, mimo jiné z toho důvodu, že účinkoval rychleji. Nevýhodou byla vyšší cena, rychlejší vyplavování, nižší účinnost na kyselých půdách, nižší obsah vápníku, absence hořčíku a stopových prvků.